# NGC 3036
NGC 3036 is een open sterrenhoop in het sterrenbeeld Kiel. Het hemelobject werd op 7 maart 1837 ontdekt door de Britse astronoom John Herschel.

## Synoniemen
- ESO 126-SC27